# Cystogomphus humblotii
Cystogomphus humblotii är en svampart som beskrevs av Singer 1942. Cystogomphus humblotii ingår i släktet Cystogomphus och familjen Gomphidiaceae.   Inga underarter finns listade i Catalogue of Life.